# Casa Leopoldo Suqué

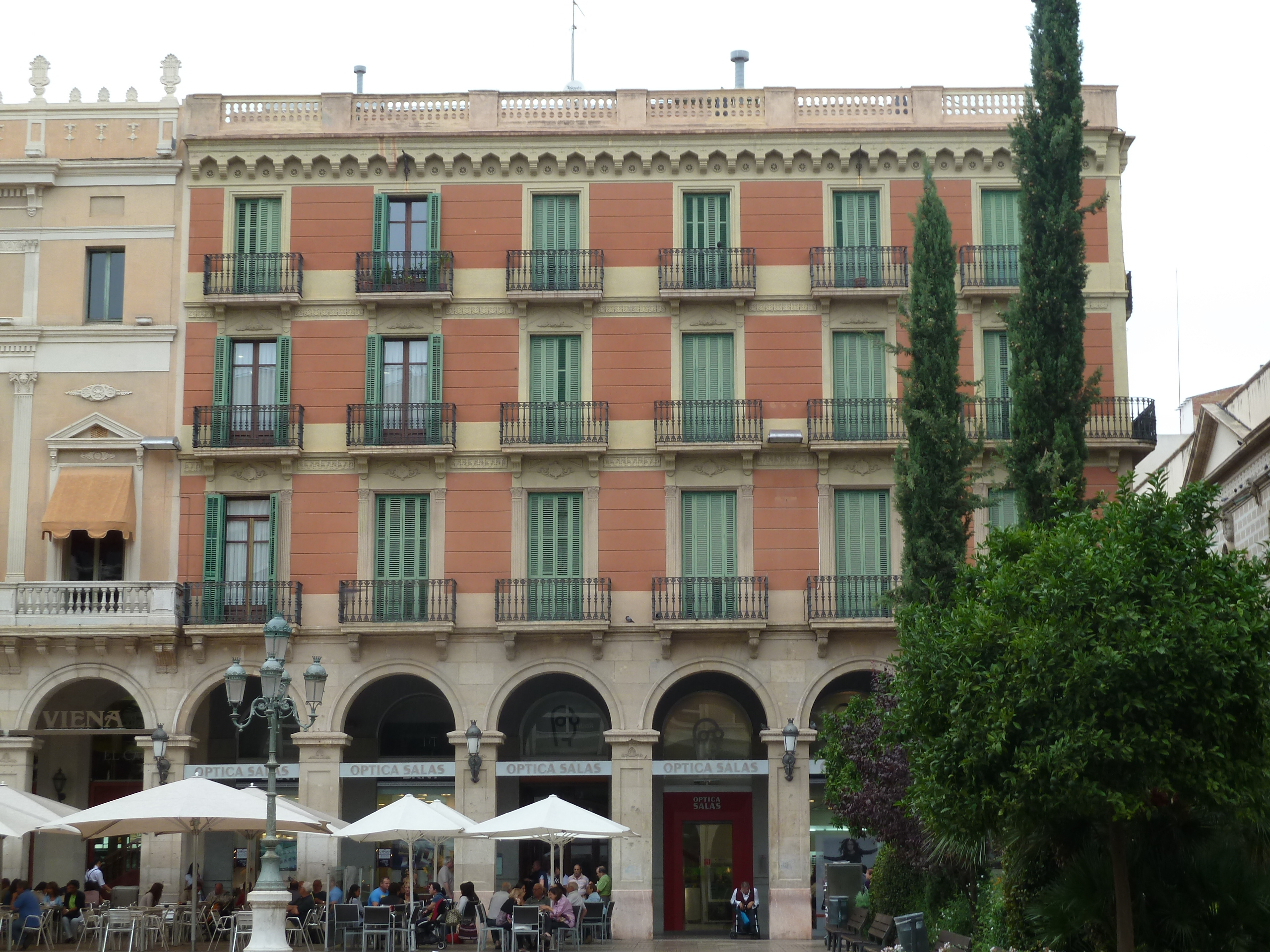
Casa Leopoldo Suqué.

La casa Leopoldo Suqué es un edificio ecléctico de Reus (Tarragona, España) incluido en el Inventario del Patrimonio Arquitectónico de Cataluña.

## Descripción
Es una casa de planta baja, entresuelo (todo correspondiente a la zona porticada) y tres pisos más. El conjunto es simétrico. Hay seis módulos repetitivos. Desde la planta baja, en primer lugar, están los pilares de sección cuadrada y formando arcos de medio punto; balcones independientes con postigos, montantes neoclásicos y dos ménsulas para cada unidad. La cornisa está apoyada con ménsulas repetitivas, casi a la misma altura que las correspondientes al Teatro Fortuny y la Casa Beringola y, por último, existe un muro balaustrado con sus correspondientes pilares. Las barandillas de los balcones son todas iguales, con hierros forjados bastante sencillos.
Los bajos del edificio fueron durante muchos años el Café de París, convertido después en el Bar Solsis. Los ocupó también la delegación en Reus de Banca Catalana. Actualmente hay un comercio de óptica.

## Historia
La casa, construida en una parte de lo que fue convento de las monjas carmelitas, la construyó Leopoldo Suqué, un importante hacendado y fabricante reusense. Fue uno de los fundadores de la sociedad El Círculo y contribuyó a sostenerla económicamente. La petición del permiso de obra es de 1879 y el plano de la fachada de 1882.